# Huaxiagnathus
Huaxiagnathus — рід тероподових динозаврів з нижньої крейди Китаю. Це був компсогнатид, великий для цієї групи приблизно на пів метра довший за Compsognathus і більші екземпляри Sinosauropteryx, з найбільшим зразком приблизно 1,8 метра в довжину.
Назва Huaxiagnathus походить від китайського Hua Xia, 華夏, традиційного слова для «Китаю», і від грецького gnathos, латинізованого на gnathus, що означає «щелепа».

## Опис
Зразок голотипу (CAGS-IG-02-301, Китайська академія геологічних наук, Пекін) було зібрано з формації Ісянь (група Джехол, Аптян) у селі Дабангоу, район Сіхетун, поблизу міста Бейпіао, у західній провінції Ляонін. Голотип складається з практично повного скелета, у якого відсутній лише кінець хвоста, збережений на п'яти великих плитах. Частково перетравлені кістки неідентифікованого хребетного були знайдені в голотипному зразку. Інший, більший зразок Huaxiagnathus був виявлений раніше в формації Ісянь в районі Сіхетун (NGMC 98-5-003, Національний геологічний музей Китаю, Пекін), але пошкодження та помилки, допущені під час його підготовки, зробили його непридатним як голотип.

## Галерея

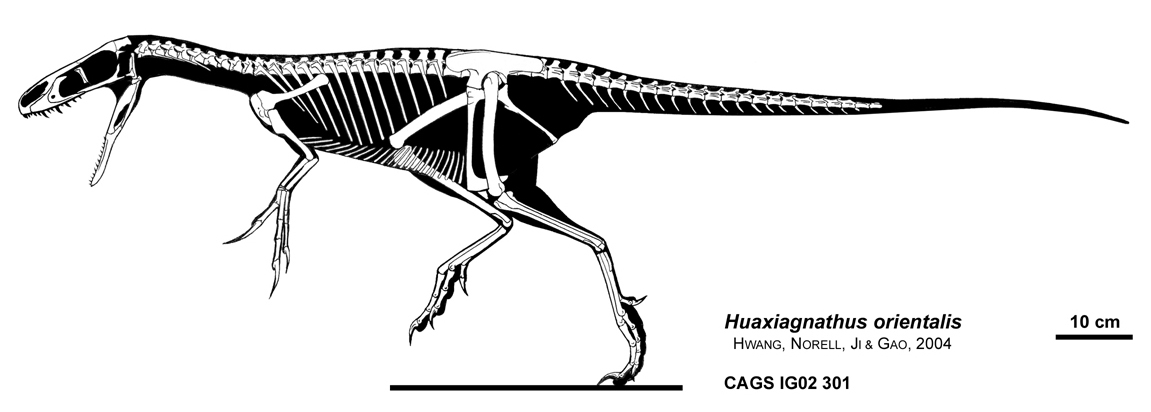